# Charli XCX
Charli XCX, rođena kao Charlotte Emma Aitchison 1992. godine u Cambridgeu, engleska je pjevačica, kantautorica i producentica. Glazbenu karijeru započela je krajem 2000-ih nastupima na londonskoj underground sceni te objavama na platformi MySpace. Širu je prepoznatljivost stekla 2012. godine pjesmom "I Love It" u suradnji s duom Icona Pop, a zatim i samostalnim hitom "Boom Clap" iz 2014. godine. Tijekom karijere razvila je prepoznatljiv stil koji obuhvaća žanrove poput elektro popa, hyperpopa i eksperimentalnog popa. Album Brat iz 2024. godine privukao je veliku pozornost kritike i publike, učvrstivši njezinu poziciju u suvremenoj pop glazbi.

## Karijera
Glazbenu karijeru započela je s 14 godina objavljivanjem pjesama na MySpaceu, a 2010. potpisala je ugovor s diskografskom kućom Asylum Records. Njezin prvi komercijalno dostupni album True Romance objavljen je 2013. godine, no nije ušao na britansku Top 40 ljestvicu. Sljedeći album Sucker iz 2014. dosegao je 15. mjesto.
Do lipnja 2025. Charli XCX objavila je šest studijskih albuma, uključujući Brat (2024.), koji je nakon izlaska remiks izdanja pod naslovom Brat and It's Completely Different but Also Still Brat dosegao prvo mjesto na ljestvici albuma. Na dodjeli Grammyja 2025. godine osvojila je tri nagrade: za najbolji dance/elektronički album (Brat), najbolju omotnicu albuma te najbolju dance pop izvedbu za pjesmu Von Dutch. Ukupno je do tog trenutka osvojila tri Grammyja i pet BRIT nagrada.

## Diskografija

### Albumi
- True Romance (2013.)
- Sucker (2014.)
- Charli (2019.)
- How I'm Feeling Now (2020.)
- Crash (2022.)
- Brat (2024.)